# Soprano de coloratura
En la música clásica europea u occidental, y más específicamente en el género de la ópera, el soprano de coloratura (en italiano: soprano di coloratura, en alemán: Koloratursopran) es un tipo de voz que tiene la capacidad de ejecutar sucesiones de notas rápidas dentro del registro vocal de soprano, en un estilo ornamentado o con embellecimientos elaborados, incluidos los pasajes rápidos de escalas y los trinos, ya sean escritos o improvisados. El término coloratura hace referencia a las elaboradas ornamentaciones de una melodía.

## Descripción
La soprano de coloratura es una voz de alta agilidad, que suele tener una tesitura bastante expuesta y comúnmente con capacidad para manejar el registro de silbido. En sentido estricto, el término coloratura no se restringe a describir ninguna gama de la voz. Dependiendo de la tesitura y color de la voz de la soprano, las cantantes y por tanto los roles de coloratura se pueden dividir en dos grupos. Por lo que dentro de la clasificación de matices vocales, la soprano de coloratura puede ser una soprano ligera, lírica, lírica ligera  o dramática de coloratura.

## Soprano lírica de coloratura
Se trata de una voz muy ágil y ligera, con una extensión muy aguda, capaz de ejecutar rápidas coloraturas. Las coloraturas vocales líricas tienen un rango desde aproximadamente el do central (do4) hasta un fa sobreagudo (fa6).
Este tipo de soprano a veces se denomina soprano leggero, si su timbre de voz tiene un matiz un poco más cálido. La voz soprano leggero, igualmente típica, no llega tan agudo como otras coloraturas alcanzando un mi sobreagudo (mi6).
Los papeles de bel canto eran escritos por lo general para esta voz y una amplia variedad de compositores también han escrito papeles de coloratura. A lo largo de la música antigua y en especial en la ópera barroca se encuentran múltiples papeles para esta voz.
Un ejemplo de una soprano lírica de coloratura es Laura Claycomb en el papel de Olimpia de Los cuentos de Hoffman.

### Cantantes
- Patricia Guzmán
- Arleen Auger
- Kathleen Battle

- Erna Berger
- Harolyn Blackwell
- Patrizia Ciofi
- Ileana Cotrubaş
- Erika Miklósa
- Sabine Devieilhe
- Toti Dal Monte
- Diana Damrau
- Natalie Dessay
- Dilber
- Amelita Galli-Curci
- Rosario García Orellana
- Kathryn Grayson
- Sumi Jo
- Susana Zabaleta
- Nellie Melba
- Mady Mesplé
- Anna Moffo
- Adelina Patti
- Roberta Peters
- Lily Pons
- Mado Robin
- Erna Sack
- Renata Scotto
- Beverly Sills
- Rita Streich
- Maria Remolá
- Ruth Ann Swenson
- Luisa Tetrazzini
- Olga Trifonova
- Violetta Villas
- Elina Nechayeva
- Joan Sutherland
- Lisette Oropesa[9]

### Roles
Lista de papeles para sopranos líricas de coloratura.
- Adele, Die Fledermaus (Johann Strauss)[10]
- Adina, L'elisir d'amore (Donizetti)
- Agrippina, Agrippina (Händel)
- Alcina, Alcina (Händel)
- Almirena, Rinaldo (Händel)
- Alzira, Alzira (Händel)
- Amenaide, Tancredi (Rossini)
- Amina, La sonnambula (Bellini)
- Angelica, Orlando (Händel)
- Anne Trulove,  The Rake's Progress (Stravinski)
- Aspasia, Mitrídates, rey de Ponto (Mozart)
- Blondchen, El rapto en el serrallo (Mozart)
- Carolina, El matrimonio secreto (Cimarosa)
- Celia, Lucio Silla (Mozart)
- Cunegonde, Candide (Bernstein)
- Dalinda, Ariodante (Händel)
- Dorinda, Orlando (Händel)
- Elisa, Il rè pastore (Mozart)
- Elizabeth Doe, The Ballad of Baby Doe (Douglas Moore)
- Elvira, I puritani (Bellini)
- Elvira, La italiana en Argel (Rossini)
- Fiakermili, Arabella (Richard Strauss)
- Gepopo, Le Grand Macabre (Ligeti)
- Gilda, Rigoletto (Verdi)
- Giulietta, I Capuleti e i Montecchi (Bellini)
- Ilia, Idomeneo (Mozart)
- Ismene, Mitrídates, rey de Ponto (Mozart)
- Juliet, Roméo et Juliette (Gounod)
- Lakmé, Lakmé (Delibes)
- Léïla, Les pêcheurs de perles (Bizet)
- Linda di Chamounix, Linda di Chamounix (Donizetti)
- Lisa, La Sonnambula (Bellini)
- Lucy, The Telephone, or L'Amour à trois (Gian Carlo Menotti)
- Madame Herz, Der Schauspieldirektor (Mozart)
- Madame Silberklang, Der Schauspieldirektor (Mozart)
- Marguerite, Faust (Gounod)
- Marie, La fille du régiment (Donizetti)
- Morgana, Alcina (Händel)
- The Nightingale, El ruiseñor (Stravinski)
- Norina, Don Pasquale (Donizetti)
- Olympia, The Tales of Hoffmann (Offenbach)
- Ophélie, Hamlet (Ambroise Thomas)
- Oscar, Un ballo in maschera (Verdi) -- papel con calzones
- Philine, Mignon (Ambroise Thomas)
- The Queen of Chemakha, Le Coq d'Or (Nikolái Rimski-Kórsakov)
- Sesto, Giulio Cesare (Händel)
- Sylvia, Ascanio in Alba (Mozart)
- Tamyris, Il re pastore (Mozart)
- Tytania, A Midsummer Night's Dream (Britten)
- Urbain, Les Huguenots (Giacomo Meyerbeer)
- Venus, Ascanio in Alba (Mozart)
- Zerbinetta, Ariadne auf Naxos (Richard Strauss)

## Soprano dramática de coloratura
Es una soprano de coloratura que interpreta con gran flexibilidad los pasajes rápidos en registro agudo, pero con un gran poder sustentador comparable al de una soprano spinto completa o dramática.
Las coloraturas dramáticas tienen un alcance aproximado desde un si bajo (B3) hasta un fa alto (F6).
Los diversos roles de coloratura dramática suponen diferentes exigencias vocales para la cantante. Por ejemplo, la voz que puede cantar Abigail (Nabucco, de Verdi) es poco probable que cante también Lucía (Lucia di Lammermoor, de Donizetti) como Maria Callas a inicios de su carrera, pero un factor en común es que la voz tiene que ser capaz de transmitir intensidad dramática así como flexibilidad. Los roles escritos específicamente para este tipo de voz incluyen desde los roles femeninos más dramáticos de Mozart y bel canto y comienzos de Verdi. Se trata de un tipo vocal no muy común, que se necesitan unas gruesas cuerdas vocales para producir las notas largas y dramáticas, lo cual generalmente disminuye la flexibilidad y las capacidades acrobáticas de la voz.

### Cantantes
- June Anderson
- Rebeka Bobanj
- Maria Callas
- Isabella Colbran
- Diana Damrau
- Cristina Deutekom
- Mariella Devia
- Leyla Gencer
- Filippa Giordano
- Edita Gruberova
- Lilli Lehmann
- María Malibrán
- Caterina Mancini
- Margarete Matzenauer
- Nelly Miricioiu
- Edda Moser
- Lillian Nordica
- Giuditta Pasta
- Rosa Ponselle
- Giuseppina Ronzi De Begnis
- Rita Shane
- Violetta Villas
- Josepha Weber
- Virginia Zeani

### Roles
Lista de papeles para sopranos dramáticas de coloratura
- Abigaille, Nabucco (Verdi)
- Allaide, La extranjera (Bellini)
- Amalia, I masnadieri (Verdi)
- Aminta, La mujer silenciosa (Strauss)
- Anne, The Rake's Progress (Stravinsky)
- Ana Bolena, Ana Bolena (Gaetano Donizetti)
- Armida, Rinaldo (Händel)
- Armida, Armida (Rossini)
- Chief of the Secret Police Gepopo, Le Grand Macabre (Ligeti)
- Donna Anna, Don Giovanni (Mozart)
- Electra, Idomeneo (Mozart)
- Elena' La donna del lago (Rossini)
- Elisabetta, Maria Stuarda (Donizetti)
- Elvira, Ernani (Verdi)
- Esclarmonde, Esclarmonde (Massenet)
- Europa, L'Europa riconosciuta (Salieri)
- Fauno, Ascanio in Alba (Mozart)
- Giovanna, Giovanna d'Arco (Verdi)
- Giulietta,  I Capuleti e i Montecchi (Bellini)
- Hélène, Jérusalem (Verdi)
- Imogene, El pirata (Bellini)
- Junia, Lucio Silla (Mozart)
- Konstanze, El rapto en el serrallo (Mozart)
- La Reina de la Noche, La flauta mágica (Mozart)
- Lady Macbeth, Macbeth (Verdi)
- Leonora, Il trovatore (Verdi)
- Lida, La battaglia di Legnano (Verdi)
- Lina, Stiffelio (Verdi)
- Lucia, Lucia di Lammermoor (Donizetti)
- Lucrezia, Lucrezia Borgia (Donizetti)
- Lucrezia, I due Foscari (Verdi)
- Luisa Miller, Luisa Miller (Verdi)
- Marquesa de Poggio, Un giorno di regno (Verdi)
- Marguérite de Valois, Los hugonotes, (Meyerbeer)
- María Estuardo, María Estuardo (Donizetti)
- Mathilde, Guillaume Tell (Rossini)
- Medora, El corsario (Verdi)
- Norma, Norma (Bellini)
- Odabella, Attila (Verdi)
- Rodelinda, Rodelinda (Händel)
- Rosalina, El murciélago, (Johann Strauss Jr.)
- Semiramide, Semiramide (Rossini)
- Thaïs, Thaïs (Massenet)
- Violetta, La traviata (Verdi)
- Vitellia, La Clemenza di Tito (Mozart)

## Sopranocanario
Algunas sopranos de coloratura rara vez son capaces de cantar con gran facilidad por encima del fa alto (F6). Tales coloraturas a veces se denominan sopranos canario. Tanto las coloraturas líricas como las dramáticas pueden ser sopranos canario. No obstante, una de las características definitorias del sonido canario es una extensión superior ligera y fácil por encima del fa alto (F6); por lo que es más inusual que una cantante con un timbre más oscuro o más grueso sea considerada una soprano canario.
Entre los ejemplos clásicos de soprano canario se incluyen Mado Robin, Yma Sumac, Erna Sack, Violetta Villas, Lily Pons, Toti Dal Monte, Amelita Galli-Curci, Carla Maffioletti y Natalie Dessay en sus inicios. Algunos estudiosos han llegado a especular que María Callas pertenecía a este tipo de sopranos. Sin embargo, esta opinión no es ampliamente sostenida ya que Callas poseía una calidad de voz más oscura, lo que en otro tiempo se consideró típico en una soprano sfogato.